# Cooperativa Doppiatori Cinematografici
La Cooperativa Doppiatori Cinematografici, anche conosciuta come CDC, è stata una società di doppiaggio italiana.

## Storia
La Cooperativa Doppiatori Cinematografici venne fondata nel 1944 da Giulio Panicali, che vi ha lavorato anche come direttore del doppiaggio. La società è stata la prima in Italia di doppiaggio. Quasi tutti i Classici Disney, da Pinocchio a Il libro della giungla, e la maggior parte dei film americani ed europei furono curati dalla società fino all'anno della chiusura. Poteva infatti contare su voci come Emilio Cigoli, Gualtiero De Angelis, Giulio Panicali,  Giuseppe Rinaldi e Pino Locchi, ma anche su molte voci femminili come Lydia Simoneschi, Rina Morelli, Rosetta Calavetta, Tina Lattanzi, Dhia Cristiani, Vittoria Febbi e Maria Pia Di Meo.
Nel 1959 però nacque la Società Attori Sincronizzatori, fondata fra gli altri dal socio Stefano Sibaldi. Con il tempo questa società rivale comincia a farle concorrenza, a tal punto che nel 1966 Emilio Cigoli, passò alla SAS.
Nel 1970, dopo che alcuni soci lasciarono la società per fondare la CVD, la CDC cambiò nome in CD - Cooperativa Doppiatori. Nel 1981 molti dipendenti si trasferirono alla neonata Gruppo Trenta (oggi rinominata Pumais Due), fondata da Renato Izzo, e la società fu richiamata CDC fino a poi sciogliersi definitivamente nel 1994, scindendosi in SEFIT-CDC (oggi rinominata CDC Sefit Group) e CD Cine Dubbing.